# Haim Saban
Pour les articles homonymes, voir Saban et Saban (homonymie).
Haim Saban, né le 15 octobre 1944 à Alexandrie en Égypte, est un homme d'affaires, producteur de télévision et compositeur américano-israélien. Il lance entre autres des séries et dessins animés à succès comme les Power Rangers. 
À partir de 2014, sa société Saban Films distribue de nombreux films sur le continent américain, majoritairement avec des acteurs connus. 
En 2017, il obtient son étoile au Hollywood Walk of Fame pour son travail musical, à la télévision et au cinéma.

## Biographie

### Premières années
Haim Saban grandit jusqu'à ses douze ans en Égypte, puis émigre avec sa famille, en 1956, en Israël à Tel Aviv, lors du départ forcé des Juifs égyptiens faisant suite à la nationalisation de leurs biens et à leur déchéance de nationalité décidée par une loi spéciale voulue par Gamal Abdel Nasser, après le conflit israélo-égyptien de 1956.
Il commence sa carrière professionnelle comme organisateur de concerts, mais arrête en 1973 à la suite d'un échec commercial.
Il quitte alors l'État d'Israël et s'installe en France. Il connaît ses premiers succès en tant que producteur de disques, notamment de bandes originales de séries télévisées à succès, telles que Goldorak, Ulysse 31, Les Mystérieuses Cités d'or, Jayce et les conquérants de la lumière, Starsky et Hutch, L'Homme qui tombe à pic, ou encore Dallas.
En 1980, il fonde avec Shuki Levy Saban Production (qui deviendra Saban Entertainment par la suite).
En 1983, il produit le titre Si la vie est cadeau interprété par Corinne Hermès, qui remporte le grand prix de l'Eurovision 1983 en représentant le Luxembourg. Cette même année, il part avec 500 000 dollars pour Los Angeles.

### Homme d'affaires
Il y importe des dessins animés japonais, et triomphe en 1993 en adaptant et remontant les séries japonaises de sentai en nouvelle série avec les Power Rangers, qui est une licence américaine. Il en adapte d'autres par la suite, telles que Masked Rider, VR Troopers ou Beetleborgs, et crée sa propre série avec Les Chevaliers de Tir Na Nog.
En 1995, il crée une coentreprise avec Rupert Murdoch afin de lancer la chaîne pour enfants Fox Kids.
Il revend avec Rupert Murdoch ses parts de Fox Kids au groupe Disney en 2001, pour 5,3 milliards de dollars. Le catalogue musical de Saban Entertainment reste toutefois sa possession.
En 2003, il intervient sur le marché allemand lors de la chute du groupe audiovisuel de Leo Kirch en devenant l'actionnaire principal du consortium supervisant Sat.1 et ProSieben. Il cherche à revendre cette participation au groupe Axel Springer dès août 2005 et réalise, après sa vente, une substantielle plus-value.
Politiquement, il est proche du Parti démocrate aux États-Unis et du Parti travailliste en Israël. Généreux donateur du Parti démocrate en Californie, il soutient par la suite le gouverneur républicain Arnold Schwarzenegger après la réorientation de ce dernier vers une gouvernance moins libérale.
À partir de 2014, sa société Saban Films distribue de nombreux films sur le continent américain, dont : Un hologramme pour le roi avec Tom Hanks, The Revenge  et L'Affaire Monet avec John Travolta, USS Indianapolis : Men of Courage avec Nicolas Cage, Cell Phone avec Samuel L. Jackson, Dark Crimes avec Jim Carrey, Hangman avec Al Pacino, Love, Weddings & Other Disasters avec Diane Keaton, Le Beau Rôle avec Drew Barrymore, The Requin avec Alicia Silverstone, Gasoline Alley avec Bruce Willis et Luke Wilson, Bullet Head avec Adrien Brody, Antonio Banderas et John Malkovich, Forgiven avec Forest Whitaker et Eric Bana, mais aussi Les Derniers Jours de monsieur Brown avec Johnny Depp... 
Le film familial Un Quartier Totalement Wouf!, qu'il produit et qui comprend en vedettes : Dolph Lundgren, Jerry O'Connell, Jennifer Love Hewitt, Rob Schneider, Danny Trejo et Malcolm McDowell, paru en 2021 aux Etats-Unis, sort en 2023 en France sur Amazon Prime.
En 2019, Haim Saban acquiert le yacht Eminence auprès d'Alexandre Khloponine, vice-président du gouvernement de Vladimir Poutine.

### Impact et héritage
En 2017, il obtient son étoile au Hollywood Walk of Fame pour son travail musical, à la télévision et au cinéma.

## Filmographie

### Créateur
- 1993–2002 et 2011-2018 : Power Rangers (séries télévisées)

### Compositeur
- 1975 : Time bokan (série télévisée)
- 1980 : Bomber X (série télévisée)
- 1981 : Ulysse 31 (série télévisée)
- 1981 : Goldorak  (série télévisée)
- 1983 : Le Secret des Sélénites
- 1983 : Les Maîtres de l'univers (He-Man and the Masters of the Universe) (série télévisée)
- 1983 : Les Minipouss (The Littles) (série télévisée)
- 1983 : Inspecteur Gadget (Inspector Gadget) (série télévisée)
- 1983 : Mister T (série télévisée)
- 1983 : Les Mystérieuses Cités d'Or (série télévisée, 30 compositions)
- 1983 : Les Dalton en cavale
- 1984 : Les Entrechats (série télévisée)
- 1984 : Photon (série télévisée)
- 1984 : Pole Position (série télévisée)
- 1984 : Going Bananas (série télévisée)
- 1984 : Lucky Luke (série télévisée)
- 1984 : Punky Brewster (Punky Brewster) (série télévisée)
- 1985 : Punky Brewster: More for Your Punky (vidéo)
- 1985 : Kissyfur (série télévisée)
- 1985 : It's Punky Brewster (série télévisée)
- 1985 : A Christmas Special (TV)
- 1985 : Here Come the Littles (en)
- 1985 : The Secret of the Sword
- 1985 : Jayce et les Conquérants de la lumière (Jayce and the Wheeled Warriors) (série télévisée)
- 1985 : Blondine au pays de l'arc-en-ciel (Rainbow Brite) (série télévisée)
- 1985 : She-Ra, la princesse du pouvoir (série télévisée)
- 1985 : MASK (série télévisée)
- 1985 : Blondine au pays de l'arc-en-ciel (Rainbow Brite and the Star Stealer)
- 1986 : Les Popples (Popples) (série télévisée)
- 1986 : My Favorite Fairy Tales Volume 4: The Wizard of Oz; The Magic Carpet; Alibaba and Forty Thieves (vidéo)
- 1986 : My Favorite Fairy Tales: Volume 2 (vidéo)
- 1986 : Heathcliff: The Movie
- 1986 : The Real Ghost Busters (série télévisée)
- 1986 : Zoobilee Zoo (série télévisée)
- 1986 : Denis la Malice (Dennis the Menace) (série télévisée)
- 1986 : Liberty and the Littles (TV)
- 1987 : Starcom (série télévisée)
- 1987 : Lady Lovelylocks and the Pixietails (série télévisée)
- 1987 : Diplodo (série télévisée)
- 1987 : Dinosaucers (série télévisée)
- 1987 : Maxie's World (série télévisée)
- 1987 : B.C.B.G. (Beverly Hills Teens) (série télévisée)
- 1987 : Alf (ALF: The Animated Series) (série télévisée)
- 1988 : C.O.P.S. (Centre d'opération de police spéciale) (C.O.P.S.) (série télévisée)
- 1988 : AlfTales (série télévisée)
- 1988 : Côte Ouest (Knots Landing) (série télévisée)
- 1988 : Dino Riders (série télévisée)
- 1989 : Captain N (Captain N: The Game Master) (série télévisée)
- 1989 : The Super Mario Bros. Super Show! (série télévisée)

- 1990 : He-man, le héros du futur (The New Adventures of He-Man) (série télévisée)
- 1990 : La Guerre des tomates (Attack of the Killer Tomatoes) (série télévisée)
- 1991 : Samouraï Pizza Cats (série télévisée)
- 1995 : Space Strikers (série télévisée)

### Parolier
- 1982 : Les Mystérieuses Cités d'or (série télévisée)[5]

### Producteur
- 1984 : Kidd Video (série télévisée)
- 1984 - Producteur de Corinne Hermès gagnante de l'Eurovision
- 1986 : My Favorite Fairy Tales Volume 4: The Wizard of Oz; The Magic Carpet; Alibaba and Forty Thieves (vidéo)
- 1986 : My Favorite Fairy Tales: Volume 2 (vidéo)
- 1986 : Rambo (série télévisée)
- 1987 : The New Archies (série télévisée)
- 1987 : Diplodo (série télévisée)
- 1987 : Alf (ALF: The Animated Series) (série télévisée)
- 1988 : Perfect Victims
- 1990 : Anything to Survive (TV)
- 1990 : The Phantom of the Opera (TV)
- 1990 : The Girl Who Came Between Them (TV)
- 1991 : The Rape of Doctor Willis (TV)
- 1993 : Power Rangers : Mighty Morphin (série télévisée)
- 1994 : VR Troopers (série télévisée)
- 1994 : Sweet Valley High (série télévisée)
- 1995 : Masked Rider (série télévisée)
- 1995 : Mighty Morphin Power Rangers: The Movie
- 1995 : Lord Zedd's Monster Heads: The Greatest Villains of the Mighty Morphin Power Rangers (vidéo)
- 1996 : Power Rangers : Zeo (série télévisée)
- 1996 : Big Bad Beetleborgs (série télévisée)
- 1997 : Breaker High (série télévisée)
- 1997 : Power Rangers Turbo, le film
- 1997 : Power Rangers : Turbo (série télévisée)
- 1997 : Tortues Ninja : La Nouvelle Génération (série télévisée)
- 1997 : Beetleborgs Metallix (série télévisée)
- 1997 : Casper, l'apprenti fantôme (Casper: A Spirited Beginning) (TV)
- 1997 : Diabolik (série télévisée)
- 1998 : Power Rangers : Dans l'espace (série télévisée)
- 1998 : Casper et Wendy (Casper Meets Wendy) (TV)
- 1998 : Les Chevaliers de Tir Na Nog (série télévisée)
- 1998 : La Famille Addams : Les Retrouvailles (Addams Family Reunion) (TV)
- 1998 : Rusty, chien détective (Rusty : A Dog's Tale) (Tv)
- 1999 : Power Rangers : L'Autre Galaxie (série télévisée)
- 2000 : Power Rangers : Sauvetage éclair (série télévisée)
- 2001 : Power Rangers : La Force du temps (série télévisée)
- 2011 : Power Rangers : Samurai (série télévisée)
- 2014 : Power Rangers : Super Megaforce (série télévisée)
- 2017 : Power Rangers (film) de Dean Israelite